# Weissella uvarum
Weissella uvarum (abreujat W. uvarum) és un bacteri grampositiu amb morfologia bacil·lar curta o de coc. No presenta mobilitat. Pot créixer entre 15 °C i 42 °C però no a 45 °C. Les cèl·lules no són capaces de créixer a pH de 3,9 ni en presència de 6,5% de NaCl, però poden créixer a pH 8,0 i en presència de 4% de NaCl. L'amoníac pot ésser format a partir de l'arginina i pot produir àcid a partir de ribosa, glucosa, fructosa, manosa, trehalosa i melizitosa, però no de glicerol, arabinosa, xilosa, galactosa, ramnosa, manitol, sorbitol, esculina, cel·lobiosa, maltosa, lactosa, melibiosa, sacarosa,i rafinosa. El contingut mol% G + C és de 39'1% i la soca tipus és la B18NM42T.
Aquesta espècie fou descrita l'any 2014. Es va aïllar del raïm a Nemea, Grècia. La seva soca tipus és B18NM42.